# Biologia e orientação sexual
Biologia e orientação sexual é o tema da investigação sobre o papel da biologia no desenvolvimento da orientação sexual humana. Nenhuma causa simples e única para a orientação sexual tem sido demonstrado de forma conclusiva, mas algumas pesquisas sugerem que é por uma combinação de influências genéticas, hormonais e/ou  ambientais ou ainda corporais, com fatores biológicos que envolvem uma complexa interação de fatores genéticos e do ambiente uterino precoce. Os fatores biológicos que podem estar relacionados ao desenvolvimento de uma orientação heterossexual, homossexual ou bissexual, incluem os genes, hormônios pré-natais, e a estrutura cerebral.